# (174567) Varda
(174567) Varda (frühere Bezeichnung 2003 MW12) ist ein großes transneptunisches Objekt im Kuipergürtel, das bahndynamisch als erweitertes Scattered Disk Object (DO) oder als Cubewano klassifiziert ist. Aufgrund ihrer Größe von rund 717 km ist sie ein Zwergplanetenkandidat. Varda hat einen natürlichen Begleiter namens Ilmarë, der knapp die Hälfte des Durchmessers des Asteroiden aufweist. Da beide um den gemeinsamen Schwerpunkt kreisen, kann das System auch als Doppelasteroiden-System aufgefasst werden.

## Entdeckung und Benennung
Varda wurde am 21. Juni 2003 von Jeffrey A. Larsen mit dem 0,9–m–Spacewatch-Teleskop am Steward-Observatorium des Kitt-Peak-Observatoriums im Rahmen eines Projektes der United States Naval Academy entdeckt. Die Entdeckung wurde am 7. Januar 2006 bekanntgegeben; der Planetoid erhielt zunächst die vorläufige Bezeichnung 2003 MW12 und später von der IAU die Kleinplaneten-Nummer 174567.
Varda wurde am 16. Januar 2014 nach der Sternenkönigin Varda Elentári aus J. R. R. Tolkiens Silmarillion benannt.
Nach ihrer Entdeckung ließ sich Varda auf Fotos bis zum 19. März 1980, die im Rahmen des Sloan Digital Sky Survey (SDSS) am Siding-Spring-Observatorium gemacht wurden, zurückgehend identifizieren und so ihre Umlaufbahn genauer berechnen. Seither wurde der Planetoid durch verschiedene Teleskope wie das Hubble-, Herschel- und das Spitzer-Weltraumteleskop sowie verschiedene erdbasierte Teleskope beobachtet. Im April 2017 lagen insgesamt 216 Beobachtungen über einen Zeitraum von 36 Jahren vor. Die bisher letzte Beobachtung wurde im Juli 2018 am Purple Mountain-Observatorium durchgeführt. (Stand 25. März 2019)

## Eigenschaften

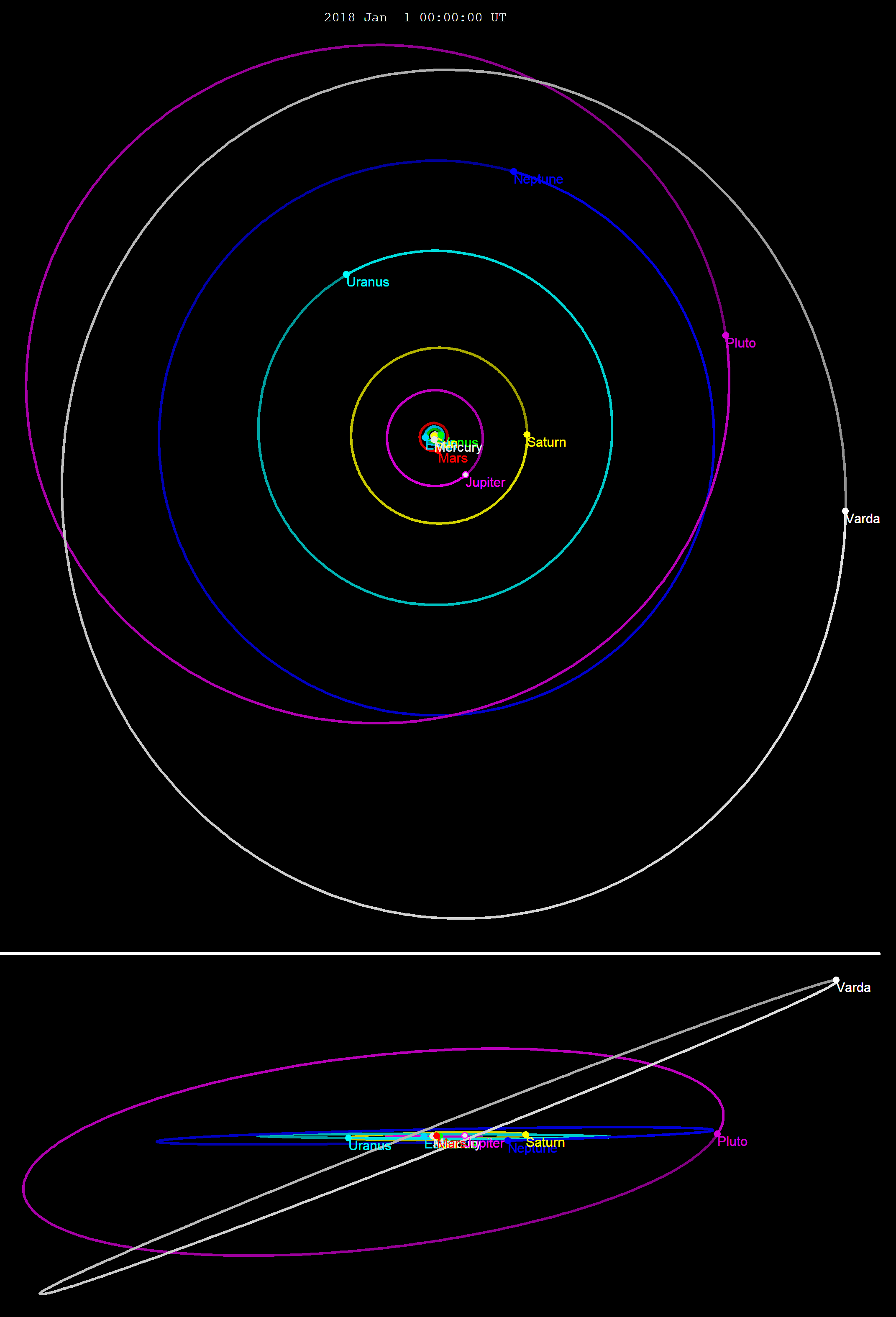
Die Bahn von Varda (weiß) im Vergleich mit Pluto und den Planeten.

### Umlaufbahn
Varda umläuft innerhalb von 313,18 Jahren die Sonne auf einer elliptischen Umlaufbahn zwischen 39,59 AE und 52,64 AE Abstand zu deren Zentrum. Die Bahnexzentrizität beträgt 0,142, die Bahn ist 21,50° gegenüber der Ekliptik geneigt. Derzeit ist der Planetoid 46,63 AE von der Sonne bzw. 47,16 AE von der Erde entfernt. Das Perihel durchläuft sie das nächste Mal 2094, der letzte Periheldurchlauf dürfte also im Jahre 1781 erfolgt sein.
Marc Buie (DES) stuft den Planetoiden als erweitertes SDO (ESDO bzw. DO) ein, während das Minor Planet Center ihn als Cubewano einordnet, wobei er zu den bahndynamisch „heißen“ klassischen KBO gehören würde; letzteres führt ihn auch als Nicht-SDO und allgemein als Distant Object.

### Größe und Rotation
Untersuchungen 2013 mit dem Herschel-Weltraumteleskop (Instrumente SPIRE und PACS) kombiniert mit den überarbeiteten Daten des Spitzer-Weltraumteleskops (Instrument MIPS) kamen 2014 zu dem Schluss, dass der Durchmesser von Varda etwa 705 km, der von Ilmarë etwa 361 km beträgt. Eine Sternbedeckung am 10. September 2018 bestimmte den Durchmesser von Varda auf 716,6 km. Ausgehend von einem Durchmesser von 716,6 km ergibt sich Gesamtfläche von etwa 1.613.000 km², was in etwa der Fläche des Iran inklusive Armenien entspricht. Die scheinbare Helligkeit von Varda beträgt 20,33 m.
Da anzunehmen ist, dass sich Varda aufgrund ihrer Größe im hydrostatischen Gleichgewicht befindet und somit weitgehend rund sein müsste, sollte sie die Kriterien für eine Einstufung als Zwergplanet erfüllen. Mike Brown geht davon aus, dass es sich bei Varda höchstwahrscheinlich um einen Zwergplaneten handelt. Nach Gonzalo Tancredi ist es nur möglicherweise einer.
Anhand von Lichtkurvenbeobachtungen rotiert Varda in 5 Stunden und 54,6 Minuten einmal um ihre Achse. Daraus ergibt sich, dass sie in einem Varda-Jahr 464518,8 Eigendrehungen („Tage“) vollführt. Dies ist allerdings noch mit einigen Unsicherheiten behaftet, da die damalige Beobachtungszeit nicht ausreichte und die Fehlerquote bei ungefähr 30 % liegt.
| Jahr                                         | Abmessungen km                             | Quelle              |
| -------------------------------------------- | ------------------------------------------ | ------------------- |
| 2008                                         | 730,0                                      | Tancredi            |
| 2010                                         | 801,0                                      | Tancredi            |
| 2013                                         | 592,0 +91,0−84,0                           | Lellouch u. a.      |
| 2014                                         | 792,0 +91,0−84,0 (System) 705,0 +81,0−75,0 | Vilenius u. a.      |
| 2014                                         | <412,0 (System) <366,0                     | Thirouin u. a.      |
| 2015                                         | 722,0 +82,0−76,0                           | Grundy u. a.        |
| 2013                                         | 878,06                                     | LightCurve DataBase |
| 2018                                         | 716,6 ± 4,8                                | Anderson u. a.      |
| 2018                                         | 689,0                                      | Brown               |
| Die präziseste Bestimmung ist fett markiert. |                                            |                     |

### Innerer Aufbau
Durch die Analyse der Umlaufbahn des Mondes Ilmarë konnte die Masse des Systems auf 2,65 · 1020 kg bestimmt werden. Bei Durchmessern von etwa 717 km und 361 km ergibt sich eine Dichte von 1,25 ± 0,40 g/cm³ – kaum höher als die von Wasser.
Die Oberflächen von Varda und Ilmarë erscheinen im sichtbaren Spektrum und im nahen Infraroten rötlich. Das Spektrum zeigt keine Absorptionslinien von Wassereis, dafür aber von Methanoleis.

## Mond
2011 gab ein Astronomenteam um Keith S. Noll die Entdeckung eines Begleiters mit dem Namen Ilmarë bekannt, der 326 km Durchmesser aufweist und anhand von Bildern des Hubble-Weltraumteleskops aufgespürt wurde. Er umkreist das gemeinsame Baryzentrum mit Varda in 5 Tagen und 18 Stunden in einem mittleren Abstand von 4809 ± 400 km. Ein Umlauf von Ilmarë dauert also 23,35 Varda-Tage. Die Systemmasse wurde auf 2.664 ± 0.064 · 1020 bestimmt. Da beide um das gemeinsame Baryzentrum kreisen und eine vergleichbare Größe aufweisen, kann das System als Doppelasteroiden-System aufgefasst werden. Benannt wurde sie nach Vardas Zofe im Silmarillion.
Das Varda-System in der Übersicht:
| Komponenten      | Physikalische Parameter | Physikalische Parameter | Physikalische Parameter | Bahnparameter        | Bahnparameter  | Bahnparameter | Bahnparameter            | Entdeckung       |
| Name             | Durchmesser (km)        | Relativgröße (%)        | Masse (kg)              | Große Halbachse (km) | Umlaufzeit (d) | Exzentrizität | Inklination zur Ekliptik | Datum Entdeckung |
| ---------------- | ----------------------- | ----------------------- | ----------------------- | -------------------- | -------------- | ------------- | ------------------------ | ---------------- |
| (174567) Varda   | 716,6                   | 100,00                  | 2,66 · 1020             | –                    | –              | –             | –                        | 21. Juni 2003    |
| Ilmarë (Varda I) | 326,0                   | 45,49                   | ?                       | 4809                 | 5,75058        | 0,0215        | 21,2°                    | 26. April 2009   |